# Lu Ban

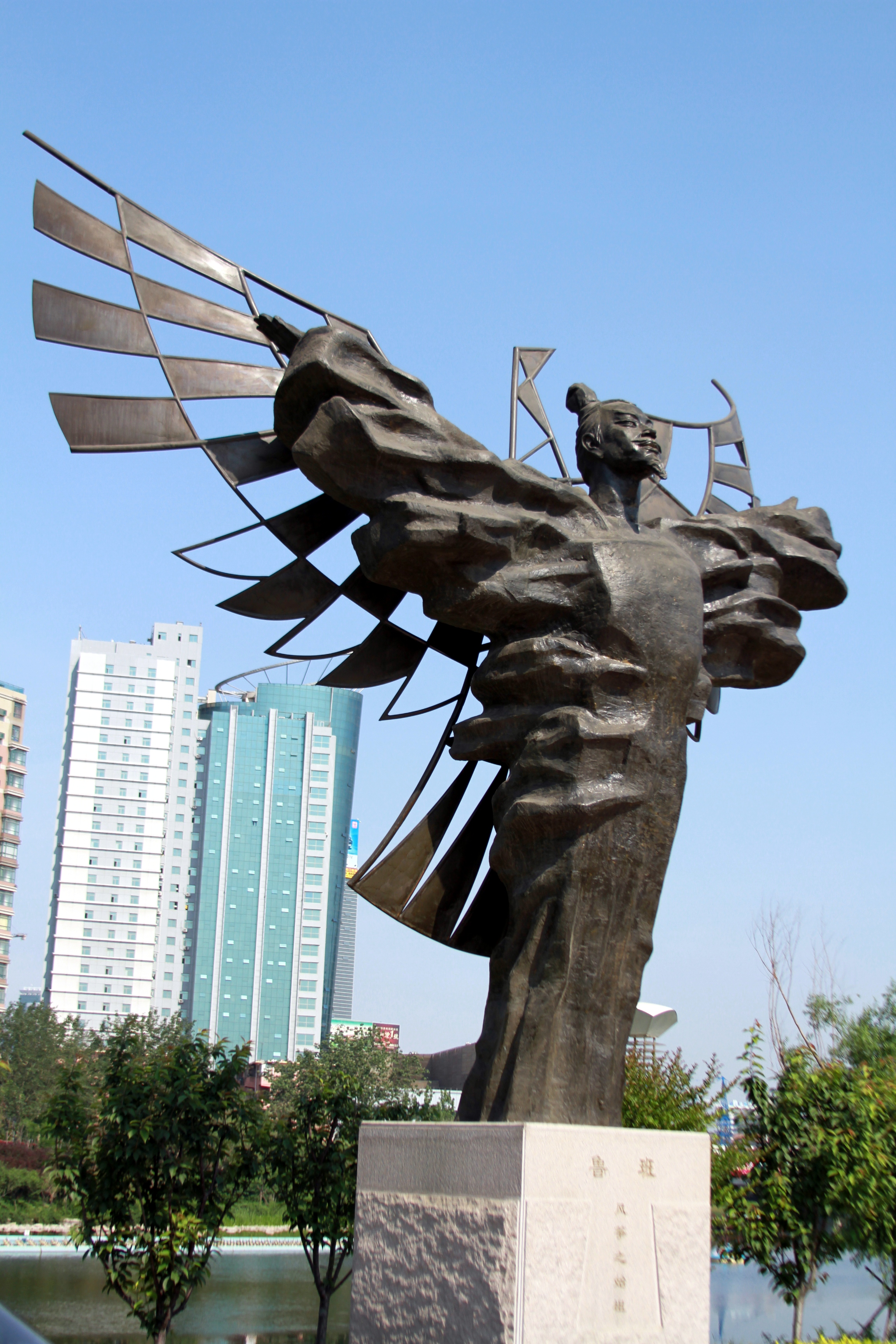
Fotografia de uma escultura de Lu Ban, carpinteiro, engenheiro, filósofo, inventor, pensador militar, estadista chinês, em frente ao Museu Kite, na cidade de Weifang, Shandong, China.

Lu Ban (chinês: 鲁班; pinyin: Lǔ Bān; 507–444 a.C.) era um arquiteto famoso da China antiga. Terá sido o primeiro arquiteto e o mais grandioso de sempre segundo muitos. Além de arquiteto, foi mestre carpinteiro, engenheiro estrutural e inventor, durante a Dinastia Zhou. Ele é reverenciado como a divindade chinesa (patrono) dos construtores e empreiteiros. 

## Vida
Seu nome original era Gongshu Yizhi. Ele também foi conhecido como Gongshu Ban (公输般) ou Pan. Mas, como viveu no Ducado de Lu durante o Período da Primavera e do Outono (770 a.C. - 476 a.C.), mudou o nome para Lu Ban.
Lu Ban nasceu no estado de Lu; algumas fontes afirmam que ele nasceu mais a oeste, em Dunhuang, em uma família de carpinteiros ou artesãos durante o período de primavera e outono da dinastia Zhou. 
Ele era supostamente um aluno indiferente até que seu amor pelo aprendizado foi despertado pelo estudioso Zi Xia. 
Mais tarde, ele aprendeu marcenaria com Bao Laodong. A grande demanda por seu trabalho supostamente o obrigou a inventar ou melhorar diversas ferramentas de carpinteiro - a serra, o esquadro, a plaina, a furadeira, a pá e uma ferramenta de marcação de tinta - para concluir seus muitos projetos mais rapidamente. Sua esposa também recebeu o crédito por ter inventado o guarda-chuva para permitir que ele trabalhasse em condições climáticas adversas. 
Segundo a lenda, foi ele que inventou a sombrinha de papel e a ponte em arco. Como nessa época a maioria dos edifícios eram feitos em madeira, não chegaram intactos aos nossos dias. Apenas prevaleceu a lenda e alguns documentos escritos. Um dos únicos edifícios que se pensa que Lu Ban teria projetado e continua de pé é a Ponte de Zhaozhou (ou Ponte Anji), mas não existe nada que o prove.

## Invenções
De acordo com a tradição, ele foi responsável por várias invenções:
- Escada de nuvem—uma escada móvel de cerco com contrapeso. [b]
- Ganchos de agarramento e aríete—instrumentos para guerra naval.[d]
- Pássaro de madeira—um pássaro de madeira não motorizado, capaz de voar por três dias. Sugeriu-se que fosse um protótipo de uma pipa.[f]
- A serra—a lenda conta que, ao segurar troncos de árvores para subir uma encosta íngreme enquanto coletava lenha, sua mão foi cortada por uma folha de textura espinhosa. Ele então percebeu que poderia transformar a textura da folha em uma ferramenta mais eficiente para cortar árvores, a serra.
- O cadeado de Lu Ban—um brinquedo feito de seis peças de madeira entrelaçadas, usando técnicas de encaixe.[g]

Outras invenções também foram atribuídas a ele, como um implemento de elevação para auxiliar no sepultamento, uma carruagem de cavalo de madeira e cocheiro, uma bicicleta movida a pedal, e outros trabalhos em madeira mencionados em vários textos, o que levou Lu Ban a ser reconhecido como um mestre artesão:
- O Livro das Linhagens (Shiben), escrito por volta do século III a.C.
- Os Contos do Maravilhoso (述異記), por Ren Fang, escrito por volta do século V d.C.
- Os Registros de Origem de Coisas e Assuntos (事物紀原), por Gao Cheng, escrito por volta do século XI.
- A Origem das Coisas (物原), por Luo Qi, escrito por volta do século XV.
- O Tratado de Lu Ban (魯班經), atribuído a Lu Ban, escrito nos séculos XIII, XIV ou XV.

## Legado
Lu Ban é reverenciado como o deus da carpintaria e da alvenaria na religião popular chinesa. Sua personalidade é assumida pelo mestre carpinteiro envolvido na construção de casas entre os Dong. Ele às vezes é contado entre os Cinco Reis dos Imortais da Água, deuses taoístas da água invocados pelos marinheiros para proteção durante a realização de viagens.
Ele é referenciado em várias expressões chinesas. O equivalente chinês de "ensinar o padre a rezar" é "brandir o machado na porta de Lu Ban" (班门弄斧). Seu companheiro cultural é o pedreiro Wang Er, que viveu na mesma época.
A régua Lu Ban (魯班尺) é usada nas práticas de feng shui.